# Anjo Mau (telenovela de 1976)

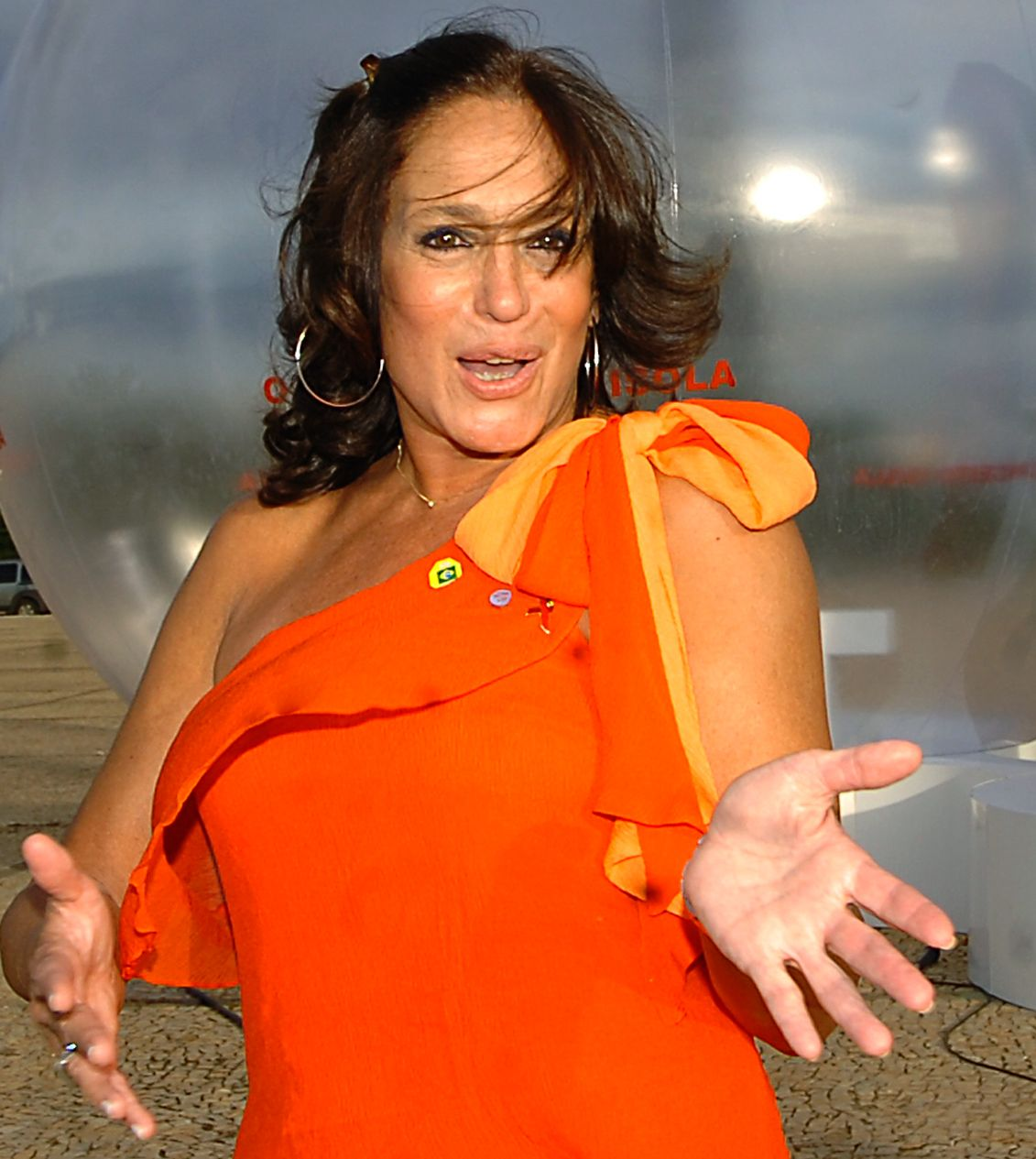
Suzana Viera interpretó el papel de Nice.

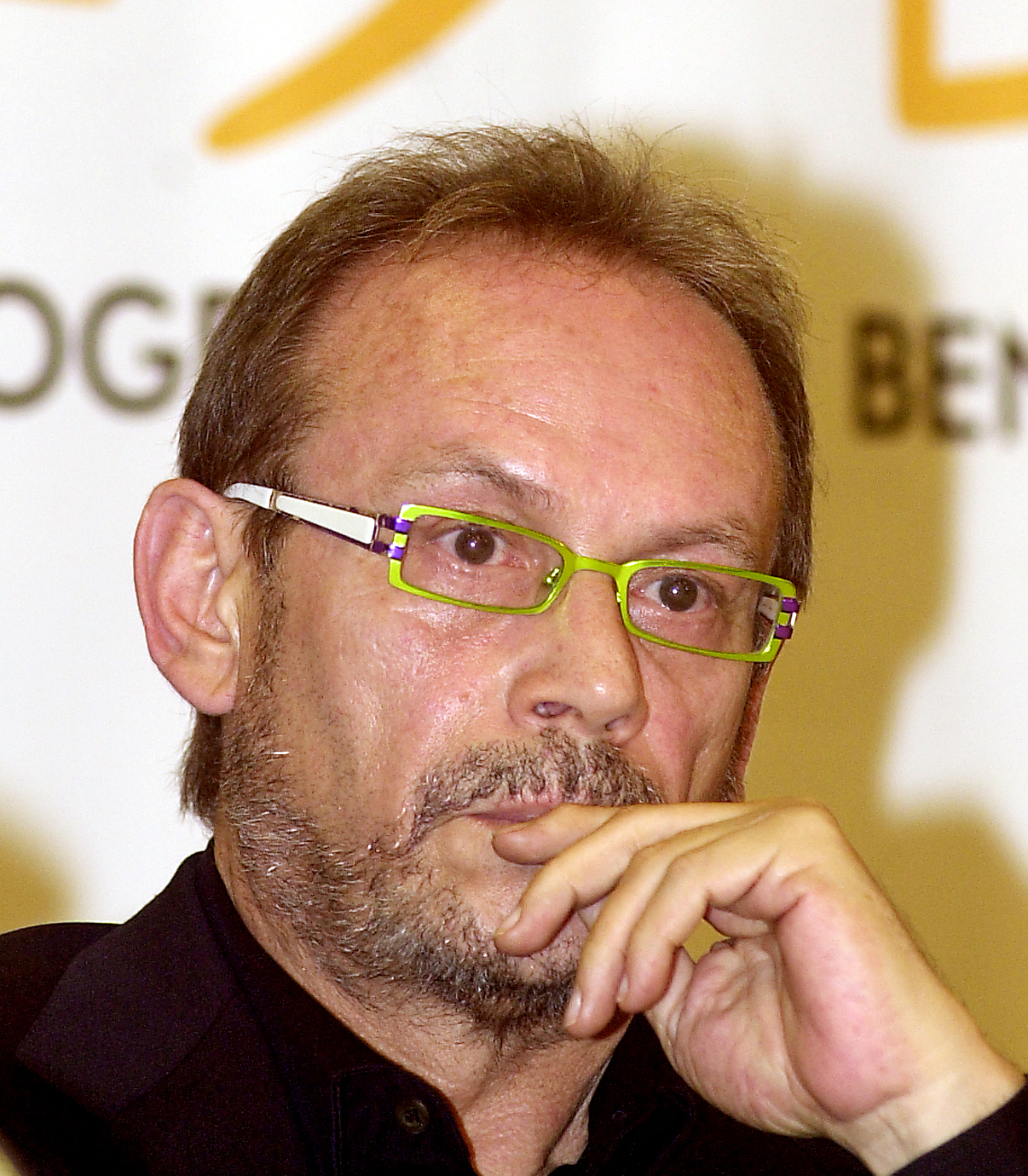
José Wilker de Almeida interpretó el papel de Rodrigo.

Anjo Mau (Ángel Malo en Hispanoamérica) fue una telenovela brasileña producida por Rede Globo, escrita por Cassiano Gabus Mendes. Esta telenovela tuvo una adaptación chilena titulada Ángel malo.

## Trama
Nice es una chica pobre con cara de ángel, pero con actitudes nada correctas, insatisfecha con su predecible destino: casarse con un novio de las afueras y tener muchos hijos. Consigue trabajo como niñera en la mansión Medeiros, donde ya trabaja su padre, el chófer Augusto, y se enamora de Rodrigo, el hermano de su jefa, Stela. La niñera usa todas sus armas para conquistar al chico, anhelando el día en que se convierta en la dueña de esa mansión.
Nice aprovecha los descubrimientos que hace en la mansión para intrigar e intentar acercarse a Rodrigo. Está a punto de casarse con Paula cuando descubre, gracias a una trampa de la niñera, que su prometida lo engaña con su propio hermano, el playboy Ricardo. Desilusionado con ambos y dispuesto a desafiar a su familia y la arrogancia de la sociedad que lo rodea, Rodrigo empieza a aparecerse por las noches en compañía de Nice.
Sin embargo, el camino aún no está del todo despejado para la niñera. Rodrigo está fascinado por la dulce Léa, quien está enamorada de él, y Nice usa a su propio hermano, Luís, para separarlos. Mientras lucha por conquistar a Rodrigo en la mansión Medeiros, Nice vive un infierno en casa. Es la hija adoptiva de Augusto y Alzira. Su padre la trata con cariño, pero Alzira le guarda un extraño desprecio y le oculta un secreto del pasado.

## Reparto
- Suzana Vieira como Nice Noronha.
- José Wilker como Rodrigo Medeiros.
- Renée de Vielmond como Léa.
- Luis Gustavo como Ricardo Medeiros.
- Vera Gimenez como Paula Moura.
- Vanda Lacerda como Alzira Noronha.
- Pepita Rodrigues como Stela Medeiros Ribeiro.
- Sérgio Britto como Teo.
- Zanoni ferrita como Julio.
- Osmar Prado como Getúlio Ribeiro.
- Henrietta Brieba como La abuela Carolina.
- Rosita Thomaz Lopes como Odete Moura.
- Jayme Barcellos como Rui Moura.
- Ilka Soares como Marilu.
- José Lewgoy como Augusto Noronha.
- Mario Gomes como Luís Carlos Noronha.
- Reynaldo Gonzaga como Fernando.
- Neila Tavares como Teresa Ribeiro.
- Attila Iorio como Onías.
- Katia D'Angelo como Antônia Noronha (Toninha).
- Lydia Vani como Manoela.
- Gilda Sarmento como Carmem Ribeiro.
- Hortencia Tayer como Ligia Antunes.
- Clarice Abujamra como Flávia Antunes
- Heloísa Raso como Vivi.
- José Dias como Zelão.

## Banda sonora

### Nacional
- "No Heat the Head" - Golden Boys
- "Nuevos y viejos amigos" - Vanusa
- "Boca Waiting" - Las fiebres
- "¿Quién niega Light In Shadow morirá" - José Augusto
- "Mi mundo y nada más" - Guilherme Arantes
- "Papaya" - Urszula Dudziak
- "Marido ideal" - Evinha
- "A Great Little Love Song" - Gran Orquesta Stradivarius
- "A Civil Action" - Ana Braga
- "¿Qué es el amor?" - Johnny Alf
- "Outfield" - Daniella
- "Old Grove" - Claudio Versiani
- "The Train" - Orquesta Free Sound

### Internacional
- "Love to Love You Baby "- Donna Summer
- "Ganadores y perdedores" - Hamilton, Joe Frank & Reynolds
- "Ella es mi chica" - Morris Albert
- "La vida es Fascination" - la familia Ritchie
- "Rainbow" - Blow Up
- "Tu Vas T'en" - Alain Barriere y Noelle Cordier
- "Cry To Me" - Loleatta Holloway Niza y Rodrigo
- "Esta vez voy a ser más dulce" - Linda Lewis
- "Dame una segunda oportunidad" - escuela Getúlio)
- "Io Che Amo Solo Te" - Rita Pavone y Teresa Julius
- "Me estoy enamorando" - Jimmy Norman
- "Blue Dolphin" - Steven Schalks
- "¿Usted sabe dónde va a (Theme from '? Mahogany )" - Diana Ross
- "Por favor no te vayas" - Nueva estación

## Versiones
- Canal 13 realizó en 1986 una versión llamada "Ángel Malo". Protagonizada por Carolina Arregui y Bastián Bodenhöfer.
- Rede Globo nuevamente realizó otra adaptación en 1997, también fue llamada "Ángel Malvado". Producida por Casiano Gabus Mendes y protagonizada por Glória Pires y Kadu Moliterno.